# Рассел, Хербранд, 11-й герцог Бедфорд
Хербранд Артур Рассел (англ. Herbrand Russell, 11th Duke of Bedford; 19 февраля 1858, Лондон — 27 августа 1940) — британский аристократ, 11-й герцог Бедфорд с 1893 года, кавалер ордена Подвязки. Участвовал в египетской кампании 1882 года и в Первой мировой войне, в 1898—1926 годах занимал должность лорда-лейтенанта Мидлсекса.

## Биография
Хербранд Рассел родился 19 февраля 1858 года в Лондоне и стал вторым сыном Фрэнсиса Рассела, (впоследствии 9-го герцога Бедфорда) и Элизабет Сэквил-Уэст. В 1872—1893 годах он именовался лорд Рассел. 23 марта 1893 года, после смерти бездетного старшего брата Джорджа, Хербранд стал 11-м герцогом Бедфордом.
Рассел много лет провёл на военной и гражданской службе. Он участвовал в египетской кампании 1882 года, в 1885—1886 годах был адъютантом вице-короля Индии, в 1897—1908 годах командовал в чине полковника 3-м батальоном Бедфордширского полка, в 1898—1926 годах занимал пост лорда-лейтенанта Мидлсекса. В 1900 году герцог был мэром города Холборн, в 1908—1920 годах — военным адъютантом королей Эдуарда VII и Георга V. Позже он сражался на фронтах Первой мировой войны. Герцог был награждён орденом Святого Иоанна, орденом Подвязки (1902), в 1919 году он стал рыцарем-командором ордена Британской империи. Эдинбургский университет в 1906 году присвоил Расселу звание почетного доктора права, власти Холборна сделали его почётным жителем этого города в 1931 году.
Герцог был членом Королевского общества древностей с 14 марта 1901 года, членом Лондонского королевского общества с 1908 года. В 1899—1936 годах он был президентом Лондонского зоологического общества и всю свою жизнь занимался охраной животных. Участвовал в организации экспедиции по Восточной Азии 1904—1908 гг., руководителем которой стал Малкольм Андерсон. По данным Джейн Гудолл, герцог сыграл важную роль в спасении милу (или оленя Давида), вымершего к 1900 году на своей родине, в Китае: он купил несколько оставшихся особей в европейских зоопарках и развёл целое стадо в своём поместье Уобёрн Эбби. Бедфорд подарил новозеландскому правительству две партии гималайских таров, благодаря чему в начале XXI века этих животных очень много в Южных Альпах Новой Зеландии (на них даже охотятся в рекреационных целях), а в Индии и Непале они под угрозой исчезновения.
Бедфорд был президентом Общества кремации Великобритании с 1921 года до своей смерти в 1940 году. Он приказал перенести кремационную печь из Уокингского крематория в Бедфордскую часовню в крематории Голдерс-Грин, где было предано огню в том числе и его тело. Прах Бедфорда похоронен в Бедфордской часовне при церкви Святого Михаила в Ченисе.
Внук сэра Хербранда Йен Рассел, 13-й герцог Бедфорд, так описывает его: «Эгоистичный, неприступный человек, с высокоразвитым чувством общественного долга и герцогской ответственности, он жил холодным, отчужденным существованием, изолированным от внешнего мира массой слуг, подхалимов и одиннадцатимильной стеной». Вместе со своим сыном Гастингсом 11-й герцог разработал планы по защите семейного состояния от британского налогового режима. Однако он умер слишком рано, чтобы эти планы осуществились, и единственным результатом стали огромные трудности, с которыми столкнулись наследники сэра Хербранда.

## Семья

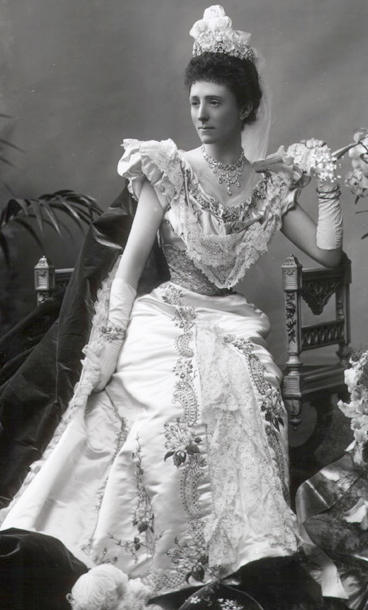
Мэри Рассел, герцогиня Бедфорд, 1898

31 января 1888 года в Барракпоре (Британская Индия) лорд Хербранд Рассел женился на Мэри Дю Корруа Триб, дочери Уолтера Гарри Триба, англиканского архидиакона Лахора, и его жены Софи Лэндер. Впоследствии герцогиня Мэри получила Орден Британской империи. Она погибла в авиационной катастрофе в 1937 году, за три года до смерти мужа. У супругов был один сын — Гастингс Уильям Сэквилл, (21 декабря 1888 — 9 октября 1953), 12-й герцог Бедфорд.
Сэр Хербранд взял под свою опеку незаконнорожденную племянницу — дочь Джорджа Рассела от индианки. Девушка жила в его доме до замужества и часто навещала дядю впоследствии.